# Under sandet (film de 2015)
Under sandet (Bajo la arena en España) es una película danesa del género bélico, de 2015, dirigida por Martin Zandvliet, producida en Dinamarca e interpretada por actores daneses y alemanes.

## Argumento
Basada en hechos poco conocidos de la Segunda Guerra Mundial, el sargento del ejército danés Carl Leopold Rasmussen (Roland Møller) es encargado de dirigir un pelotón de prisioneros del ejército alemán en mayo de 1945, después de la liberación de Dinamarca. Su misión es limpiar de minas terrestres una playa del oeste de Dinamarca. Rasmussen odia profundamente a los alemanes, a quienes considera como enemigos que invadieron su patria, y manifiesta ese odio con agresiones y vejaciones a los prisioneros de guerra cada vez que puede. 
A Rasmussen se le asigna un grupo de catorce soldados alemanes que en promedio no sobrepasan los 20 años. Al ver la edad de sus prisioneros, no se amilana ante la realidad de que son adolescentes.
El pelotón de prisioneros no espera ninguna simpatía por parte de Rasmussen y estoicamente reciben un adiestramiento rudimentario para retirar de una playa miles de minas enterradas allí. Durante dicho adiestramiento muere un soldado al activar el artefacto bélico. Una vez terminada la instrucción, son trasladados inmediatamente a la playa para comenzar su trabajo. Rasmussen les dice que el premio por realizar la limpieza es la autorización para regresar a Alemania.
Al principio, Rasmussen trata a sus prisioneros con extrema dureza, no le importa su bienestar y no les proporciona alimentos, los encierra en un establo y les habla con aspereza, pero a medida que el pelotón realiza su peligrosa misión y uno de ellos, Sebastian (Louis Hofmann), se expresa con sinceridad acerca de que no espera ningún tipo de favor o un mínimo de humanidad, pero que son seres humanos más que soldados adoctrinados en el nazismo, Rasmussen comienza a ver a sus enemigos como seres humanos condenados por la historia.
Este hecho no es bien visto por sus superiores, quienes critican al sargento danés y cada vez que pueden vejan a los prisioneros con toda clase de humillaciones.
Más tarde, Rasmussen, que pronto cambia su actitud de un soldado duro y brutal a una especie de figura paternal al ver el compromiso de sus prisioneros, les proporciona alimentos y favores e incluso comparte con ellos juegos en la playa que ayudan mucho a la unidad de castigo en su misión de desenterrar minas. 
El pelotón de Rasmussen pierde a diez de sus prisioneros en diferentes accidentes al desenterrar las minas, e incluso salvan a una niña pequeña que se mete en un área de la playa que está sin desminar.
Cuando los sobrevivientes limpian finalmente la playa asignada, el mando danés decide destinarlos a otras áreas minadas, a pesar de que el compromiso de Rasmussen por la misión cumplida estaba en pie. El final es inesperado.

## Reparto
- Roland Møller como el Sgto. Carl Leopold Rasmussen
- Mikkel Følsgaard como el capitán Ebbe Jensen
- Laura Bro como Karin
- Louis Hofmann como Sebastian Schumann
- Joel Basman como Feldwebel Helmut Morbach
- Oskar Bökelmann como Ludwig Haffke
- Emil Belton como Ernst Lessner
- Oskar Belton como Werner Lessner
- Leon Seidel como Wilhelm LeBern
- Karl Alexander Seider como Manfred
- Maximilian Beck como August Kluger
- August Carter como Rodolf Selke
- Tim Bülow como Hermann Marklein
- Alexander Rasch como Friedrich Schnurr
- Julius Kochinke como Johann Wolff
- Zoe Zandvliet como Elizabeth

## Críticas
La película obtuvo críticas favorables de 6,6 sobre 10 en Imdb.

## Producción
El rodaje comenzó en julio de 2014 y terminó en agosto del mismo año. La película se rodó en lugares históricamente auténticos de Dinamarca, incluso en Oksbøllejren y áreas en Varde. El uso de las playas históricas condujo al descubrimiento de una mina activa durante la producción.

## Reconocimientos
- 2016: Premios Oscar: Nominada a Mejor película de habla no inglesa
- 2016: National Board of Review (NBR): Mejores películas extranjeras del año
- 2016: Premios del Cine Europeo: Mejor fotografía, vestuario y maquillaje
- 2015: Festival de Gijón: Premio del público